# Aloe suarezensis
Aloe suarezensis é uma espécie de liliopsida do gênero Aloe, pertencente à família Asphodelaceae.